# ルナ1号
ルナ1号は、1959年に打上げられたソ連の月探査機である。世界初の月衝突を目指したが、それには失敗し月近傍を通過するに終わった。

## 概要
1957年のスプートニク1号打上げ以来、ソ連では宇宙開発を積極的に進めていた。宇宙開発競争の一環として、月を目標とし、1958年以降は月へ探査機を着陸・衝突させることを目的としたルナ計画を行っていた。
月を目指す打上げは、1958年に3回失敗し、4回目のルナ1号において、公表に足る成果を得ることが出来た。1959年1月2日に打上げられたルナ1号は、月着陸までは至らなかったものの、1月4日に月近傍5,995 kmを通過し、人類初の人工惑星となった。月面到達に失敗したとはいえ、当時のソ連が既に月を超える軌道へ人工物を送り込む能力を有するロケットを擁することが実証された意義は大きかった。

## 設計と飛行
探査機の全体的な形状は球状をしており、そこから5つのアンテナが突出していた。無線機は19.993 MHz（シグナル送信用）・183.6 MHz（追跡用）・70.2 MHzの3つの周波数を使用した。ソビエト連邦の紋章に加え、観測装置として磁力計・ガイガーカウンター・シンチレーション検出器・流星塵検出器などを搭載した。電力は水銀電池と酸化銀電池により供給された。探査機本体に推進システムは搭載していなかった。同型機としてルナ2号が存在する。
1959年1月2日16時41分21秒（UTC）にバイコヌール宇宙基地より打上げられ、打上げロケット第3段と共に脱出速度まで加速後、ロケットより分離された。
1月3日、地球より11万3000 kmの距離まで飛行すると、搭載していた1 kgのナトリウムを放出。気化したナトリウムの航跡は地球上から6等級の明るさで観測出来、宇宙空間における気体の振る舞いに関する研究に役立てられた。
1月4日、月より5995 kmの距離を通過し、地球と火星間を公転する太陽周回軌道へ入った。打上げより月接近までの飛行時間は34時間であった。なお、打ちげロケット第3段も、ルナ1号と並走して太陽周回軌道へ達した。ルナ1号の軌道要素は、1959年1月1日19時を元期として近日点距離0.98 au・遠日点距離1.32 au・公転周期450日・軌道傾斜角0.01度である。